# Górnik Zabrze w sezonie 1962
Sezon 1962 był 14. sezonem w historii klubu i 7. z kolei na najwyższym poziomie rozgrywek ligowych. Górnik zakończył rozgrywki I ligi (rozgrywanej systemem wiosna-jesień) na drugim miejscu. Rozgrywki Pucharu Polski rozpoczął od 1/16 finału docierając do finału.

## Stadion
Miejscem rozgrywania spotkań domowych był otwarty w 1934 roku i przebudowany w 1958 roku stadion przy obecnej ul. Roosevelta 81 mieszczący ok. 35.000 widzów. Jedno spotkanie, przeciwko Polonii Bytom, zostało rozegrane na Stadionie Śląskim w Chorzowie, który gościł również finał Pucharu Polski.
* Spotkania rozegrane w ramach Pucharu Polski
Informacje dotyczące frekwencji według Przeglądu Sportowego (www.wikigornik.pl)

## I Liga
Rozgrywki ligowe w 1962, tzw. rozgrywki przejściowe, trwały tylko pół roku (wiosna 1962) ze względu na zmianę systemu z wiosna-jesień na jesień-wiosna. Po rozegraniu pierwszego etapu w dwóch grupach (Górnik Zabrze trafił do grupy pierwszej) rozegrano spotkania barażowe o poszczególne miejsca.

### Grupa I
| Poz. | Drużyna          | M  | Punkty | Z           | R           | P           | Bramki | Bramki | Bramki |
| Poz. | Drużyna          | M  | Punkty | Z           | R           | P           | +      | -      | +/-    |
| ---- | ---------------- | -- | ------ | ----------- | ----------- | ----------- | ------ | ------ | ------ |
| 1    | Górnik Zabrze    | 12 | 18     | 8           | 2           | 3           | 37     | 14     | 23     |
| 2    | Stal Sosnowiec   | 12 | 15     | brak danych | brak danych | brak danych | 22     | 15     | 7      |
| 3    | Legia Warszawa   | 12 | 14     | brak danych | brak danych | brak danych | 15     | 13     | 2      |
| 4    | Ruch Chorzów     | 12 | 13     | brak danych | brak danych | brak danych | 21     | 19     | 2      |
| 5    | ŁKS Łódź         | 12 | 9      | brak danych | brak danych | brak danych | 14     | 23     | -9     |
| 6    | Gwardia Warszawa | 12 | 8      | brak danych | brak danych | brak danych | 12     | 20     | -8     |
| 7    | Cracovia         | 12 | 7      | brak danych | brak danych | brak danych | 11     | 28     | -17    |

    mecz barażowy o miejsca 1-2     spadek do II ligi

### Wyniki spotkań
| Mecz                                     | Data        | Stadion   | Przeciwnik       | Wynik | Punkty | Strzelcy                           |
| ---------------------------------------- | ----------- | --------- | ---------------- | ----- | ------ | ---------------------------------- |
| Grupa I                                  |             |           |                  |       |        |                                    |
| 1                                        | 11 marca    | Kraków    | Cracovia         | 4:1   | 2      | Wilczek (2), Szołtysik, Pohl       |
| 2                                        | 18 marca    | Zabrze    | ŁKS Łódź         | 4:2   | 4      | Wilczek (2), Kowalski, Pohl        |
| 3                                        | 25 marca    | Warszawa  | Gwardia Warszawa | 0:0   | 5      | -                                  |
| 4                                        | 22 kwietnia | Zabrze    | Stal Sosnowiec   | 5:2   | 7      | Szołtysik (3), Jankowski (2)       |
| 5                                        | 1 maja      | Chorzów   | Ruch Chorzów     | 1:3   | 7      | Szołtysik                          |
| 6                                        | 6 maja      | Zabrze    | Legia Warszawa   | 4:1   | 9      | Szołtysik (2), Gawlik (2)          |
| 7                                        | 12 maja     | Zabrze    | Cracovia         | 9:0   | 11     | Pohl (6), Szołtysik (2), Jankowski |
| 8                                        | 20 maja     | Łódź      | ŁKS Łódź         | 2:3   | 11     | Pohl (2)                           |
| 9                                        | 27 maja     | Zabrze    | Gwardia Warszawa | 3:1   | 13     | Wilczek, Czok (2)                  |
| 10                                       | 9 czerwca   | Zabrze    | Ruch Chorzów     | 3:1   | 15     | Lentner, Jankowski, Pohl           |
| 11                                       | 13 czerwca  | Sosnowiec | Stal Sosnowiec   | 2:0   | 17     | Pohl, Lentner                      |
| 12                                       | 16 czerwca  | Warszawa  | Legia Warszawa   | 0:0   | 18     | -                                  |
| Baraż o Mistrzostwo Polski (miejsca 1-2) |             |           |                  |       |        |                                    |
| 13                                       | 21 czerwca  | Chorzów   | Polonia Bytom    | 1:4   | -      | Szołtysik                          |
| 14                                       | 1 lipca     | Chorzów   | Polonia Bytom    | 2:1   | -      | Szołtysik, Musiałek                |

    zwycięstwo     remis     porażka

## Puchar Polski
Górnik rozpoczął rozgrywki Pucharu Polski od 1/16 finału pokonując na inaugurację drużynę Wawelu Kraków 2:1. Odpadł z rozgrywek w finale przegrywając ze Stalą Sosnowiec 1:2.
| Faza  | Data       | Stadion | Przeciwnik       | Wynik | Strzelcy                     |
| ----- | ---------- | ------- | ---------------- | ----- | ---------------------------- |
| 1/16  | 4 marca    | Kraków  | Wawel Kraków     | 2:1   | Pohl, Jankowski              |
| 1/8   | 7 kwietnia | Zabrze  | Gwardia Warszawa | 3:0   | Szołtysik (2), Jankowski     |
| 1/4   | 8 lipca    | Chorzów | Ruch Chorzów     | 3:2   | Oślizło, Jankowski, Musiałek |
| 1/2   | 15 lipca   | Zabrze  | Odra Opole       | 2:1   | Czok, Szołtysik              |
| Finał | 22 lipca   | Chorzów | Stal Sosnowiec   | 1:2   | Pohl                         |

    zwycięstwo     porażka

## Mecze towarzyskie
| Data                         | Przeciwnik             | Miejsce      | Wynik | Strzelcy                     |
| ---------------------------- | ---------------------- | ------------ | ----- | ---------------------------- |
| Rozegrane w przerwie letniej |                        |              |       |                              |
| 1 marca                      | Lublinianka Lublin     | Lublin       | 2:2   | Szołtysik, Pohl              |
| 1 kwietnia                   | Wisła Kraków           | Kraków       | 0:1   | -                            |
| 3 maja                       | Valenciennes FC        | Valenciennes | 2:2   | Lentner (2)                  |
| 2 czerwca                    | Reprezentacja Hautmont | Hautmont     | 3:1   | Kowalski, Jankowski, Lentner |
| 3 czerwca                    | Valenciennes FC        | Valenciennes | 3:0   | Kowalski, Wilczek, Gawlik    |

    zwycięstwo     remis     porażka

## Zawodnicy

### Skład
| Zawodnik | Data urodzenia       | W klubie od | Poprzedni klub    | I Liga    | I Liga | Puchar Polski | Puchar Polski | RAZEM | RAZEM |
| --- | -------------------- | ----------- | ----------------- | --------- | ------ | ------------- | ------------- | ----- | ----- |
| Zawodnik | Data urodzenia       | W klubie od | Poprzedni klub    | Bramkarze |        |               |               |       |       |
| Hubert Kostka | 27 maja 1940         | 1961        | Unia Racibórz     | 7         | -      | 4             | -             | 11    | -     |
| Joachim Szołtysek | 10 czerwca 1932      | 1959        | AKS Chorzów       | -         | -      | -             | -             | -     | -     |
| Bernard Śliwka | 5 czerwca 1936       | 1960        | Górnik Mikulczyce | -         | -      | -             | -             | -     | -     |
| Obrońcy |                      |             |                   |           |        |               |               |       |       |
| Stefan Florenski | 17 grudnia 1933      | 1957        | Sośnica Gliwice   | 7         | -      | 4             | -             | 11    | -     |
| Hubert Kulanek | 22 października 1943 | 1961        | Górnik Mikulczyce | -         | -      | -             | -             | -     | -     |
| Stanisław Oślizło | 13 listopada 1937    | 1960        | Górnik Radlin     | 7         | -      | 3             | -             | 10    | -     |
| Jan Plicko | 11 kwietnia 1943     | 1961        | wychowanek        | -         | -      | -             | -             | -     | -     |
| Waldemar Słomiany | 1 listopada 1943     | 1962        | Wawel Wirek       | -         | -      | 1             | -             | 1     | -     |
| Pomocnicy |                      |             |                   |           |        |               |               |       |       |
| Joachim Czok | 1 kwietnia 1939      | 1962        | Śląsk Wrocław     | 4         | 2      | 4             | -             | 8     | 2     |
| Ginter Gawlik | 5 grudnia 1930       | 1949        | Górnik Biskupice  | 3         | 2      | 1             | -             | 4     | 2     |
| Norbert Gwosdek | 24 października 1939 | 1962        | wychowanek        | -         | -      | 1             | -             | 1     | -     |
| Jan Kłosek | 14 września 1943     | 1961        | wychowanek        | -         | -      | -             | -             | -     | -     |
| Jan Kowalski | 15 lutego 1937       | 1959        | Pogoń Zabrze      | 7         | 1      | 4             | -             | 11    | 1     |
| Zygfryd Szołtysik | 24 października 1942 | 1962        | Zryw Chorzów      | 7         | 11     | 4             | -             | 11    | 11    |
| Napastnicy |                      |             |                   |           |        |               |               |       |       |
| Antoni Franosz | 9 lutego 1928        | 1948        | Pogoń Zabrze      | 2         | -      | 3             | -             | 5     | -     |
| Edward Jankowski | 9 stycznia 1930      | 1955        | Górnik Radlin     | 7         | 4      | 4             | -             | 11    | 4     |
| Roman Lentner | 15 grudnia 1937      | 1956        | Czarni Chropaczów | 7         | 2      | 4             | -             | 11    | 2     |
| Jerzy Musiałek | 14 października 1942 | 1961        | GKS Gliwice       | 3         | 1      | 3             | -             | 6     | 1     |
| Edward Olszówka | 9 lipca 1937         | 1960        | Naprzód Lipiny    | 7         | -      | 2             | -             | 9     | -     |
| Ernest Pohl | 3 listopada 1932     | 1956        | Legia Warszawa    | 6         | 12     | 4             | -             | 10    | 12    |
| Erwin Wilczek | 20 listopada 1940    | 1959        | Zryw Chorzów      | 7         | 5      | 2             | -             | 9     | 5     |
| Liczba rozegranych spotkań nie obejmuje kolejek: 3, 6, 8, 9, 11, 12, drugiego spotkania barażowego oraz spotkania z Odrą w Pucharze Polski (brak danych) |                      |             |                   |           |        |               |               |       |       |

### Transfery
| Poz            | Nazwisko          | Poprzedni klub |
| -------------- | ----------------- | -------------- |
| Okienko letnie |                   |                |
| PO             | Zygfryd Szołtysik | Zryw Chorzów   |
| PO             | Joachim Czok      | Śląsk Wrocław  |
| OB             | Waldemar Słomiany | Wawel Wirek    |
| PO             | Norbert Gwosdek   | wychowanek     |

| Poz            | Nazwisko       | Nowy klub         |
| -------------- | -------------- | ----------------- |
| Okienko letnie |                |                   |
| PO             | Jan Pieczka    | Górnik Mikulczyce |
| NA             | Jan Kajzerek   | Śląsk Wrocław     |
| NA             | Marian Olejnik | Sośnica Gliwice   |

### Skład podstawowy
| Poz | Zawodnik          | I Liga | Puchar Polski | RAZEM |
| --- | ----------------- | ------ | ------------- | ----- |
| OB | Stefan Florenski  | 7      | 4             | 11    |
| BR | Hubert Kostka     | 7      | 4             | 11    |
| NA | Jan Kowalski      | 7      | 4             | 11    |
| NA | Roman Lentner     | 7      | 4             | 11    |
| OB | Stanisław Oślizło | 7      | 3             | 10    |
| NA | Ernest Pohl       | 6      | 4             | 10    |
| NA | Edward Jankowski  | 7      | 2             | 9     |
| NA | Edward Olszówka   | 7      | 2             | 9     |
| PO | Zygfryd Szołtysik | 5      | 4             | 9     |
| NA | Erwin Wilczek     | 7      | 2             | 9     |
| PO | Joachim Czok      | 3      | 4             | 7     |
| NA | Jerzy Musiałek    | 3      | 2             | 5     |
| NA | Antoni Franosz    | 1      | 3             | 4     |
| PO | Ginter Gawlik     | 3      | -             | 3     |
| PO | Norbert Gwosdek   | -      | 1             | 1     |
| OB | Waldemar Słomiany | -      | 1             | 1     |
| Liczba rozegranych spotkań nie obejmuje kolejek: 3, 6, 8, 9, 11, 12, drugiego spotkania barażowego oraz spotkania z Odrą w Pucharze Polski (brak danych) |                   |        |               |       |

    podstawowa jedenastka